# De speelgoedzaaier
De speelgoedzaaier is het tweeëndertigste stripverhaal uit de reeks van Suske en Wiske. Het is geschreven door Willy Vandersteen en gepubliceerd in De Standaard en Het Nieuwsblad van 15 mei 1954 tot en met 24 september 1954. 
De eerste albumuitgave was in 1954, destijds in de Vlaamse ongekleurde reeks met nummer 22. In 1969 werd het verhaal heruitgegeven in de Vierkleurenreeks met albumnummer 91. In 1996 verscheen de geheel oorspronkelijke versie opnieuw in Suske en Wiske Klassiek. 

## Locaties
- België, het fictieve land Bazaria, vliegveld, Niemandsland, grenspost, paleis, de Verboden Toren in de Dode Plas, Solidia, gecamoufleerde vliegtuigloods, treinstation, boerentramstation, bergen.

## Personages
- Suske, Wiske, tante Sidonia, Lambik, Jerom, tv-presentator, excellentie D. Hikkop (eerste minister Bazaria), P. Histon (kolonel Bazaria), koning Oktave I, de Schaduw, piloot X.Y.Z. 17, boer, grenswachters, bevolking, kinderen uit Solidia, Neutronis[1] en Atomas[2].

## Het verhaal
Als Lambik bij tante Sidonia te gast is, ontvangt een brief van een onbekende waarin hij wordt uitgenodigd om mee te doen aan de "Quiz der intelligente figuren" op tv. ’s Avonds kijken Suske, Wiske en tante Sidonia naar dit programma. Lambik wint met een gevat antwoord de quiz. Hij maakt daarop kennis met kolonel P. Histon en eerste minister D. Hikkop van Bazaria, die besloten Lambik om hulp te vragen. Ze tonen hem een foto van de huidige koning van Bazaria, Oktave I, die behoorlijk op Lambik lijkt. Lambik ziet ook een toeristische brochure van het land. 
De kolonel en de minister vertellen Lambik dat de koning momenteel een rustkuur in het buitenland doet. Het volk mag dit niet weten en daarom zoeken ze een dubbelganger van Oktave, die ze in Lambik hebben gevonden.
’s Avonds wordt Lambik middels een briefje gewaarschuwd niet naar Bazaria af te reizen, maar hij neemt dit niet serieus. Niemand merkt dat er een "Schaduw" op het vliegtuig meereist. Lambik drinkt een slaapmiddel en is dan plots uit het vliegtuig verdwenen, er is alleen een briefje getekend met “De Schaduw” achtergebleven in het vliegtuig, waarin staat dat Lambik nooit in Bazaria zal aankomen. Jerom gaat op zoek naar Lambik en duikt met een motor naar beneden. Hij vindt de slapende Lambik ongedeerd aan een parachute en brengt hem terug naar het vliegtuig. Lambik heeft niks gemerkt van de hele gebeurtenis. 
De eerste minister zegt dat hij met de vrienden naar Bazaria zal gaan, Lambik moet iets later komen om de bevolking vanaf het balkon toe te zwaaien op de Nationale Feestdag.
Lambik wordt opgehouden in het Niemandsland. Hij overnacht in het bos en wordt vastgebonden door de Schaduw, maar kan de volgende dag toch verder reizen. De vrienden wachten op Lambik bij de grenspost en Jerom gaat op zoek naar Lambik, er is een brug gesaboteerd waardoor Lambik niet verder kan reizen. Jerom maakt met bubblegum een ballon  zodat Lambik toch in Bazaria aankomt. De koets wordt ook gesaboteerd waardoor de vrienden opnieuw worden opgehouden, maar toch komen ze aan bij het paleis. 
De vrienden zien dat de Schaduw een spandoek op het dak van het paleis bevestigt, waarna Jerom een bliksemflits veroorzaakt en de spandoek stukgaat. Lambik begroet de bevolking vanaf het balkon en er wordt een vergadering belegd over de hervorming van het land. 
De kolonel en eerste minister maken bekend dat koning Oktave heeft opgedragen het land te moderniseren tijdens zijn afwezigheid en de militaire macht moet uitgebreid worden door moderne wapens in te kopen. Lambik stemt onmiddellijk toe en Lambik maakt ook een plan om elke burger een "allemanswagen” te bezorgen, maar hij weet nog niet hoe hij aan brandstof moet komen. Jerom haalt de eerste minister en Lambik vraagt hem of er energiebronnen in Bazaria zelf aanwezig zijn. De minister legt uit dat er een geheime energiebron in de “Verboden Toren” is geplaatst. Lambik en Jerom gaan met de eerste minister naar de Verboden Toren in de Dode Plas. Ze zien het versterkte blok in een plas met kokende gesmolten aarde.
Suske en Wiske graven net buiten de stad en ontdekken een leidingstelsel. Ze zien een soort erwten uit de leidingen vliegen. Als Wiske twee halve “erwtjes” tegen elkaar slaat, volgt er een ontploffing. Wiske snapt nu dat de Verboden Toren een atoomzuil is waar de halve bolletjes met atoomenergie geladen worden, in de leidingen worden ze omgevormd tot licht en warmte. 
Lambik is dolblij nu het geheim van de krachtbron is ontdekt, hij wil het land veel luxe geven en noemt zichzelf daarom de speelgoedzaaier. Hij ontdekt echter ook al snel dat de kracht van de bolletjes moeilijk te beheersen is. Dan wordt Lambik gebeld door de Schaduw, die hem vertelt dat de bevolking gelukkig is in alle eenvoud. De Schaduw maant Lambik om geen technische rommel in het land te introduceren. Lambik daagt op zijn beurt de Schaduw uit tot een duel en gaat naar de zolder, waar hij hoort dat zijn tegenstander de schaduw van een edel mens is. De Schaduw vertelt Lambik dat hij weet dat Lambik niet de echte koning is. Lambik kan de Schaduw vangen met een zaklamp en sluit hem op in een kistje dat in de muur wordt ingemetseld. 
In Bazaria worden fabrieken gebouwd die moderne uitvindingen produceren, de goederen zijn in mini-formaat omdat grondstoffen zeldzaam zijn. Niemand hoeft te werken omdat de machines zelf aan de gang gaan, huisvrouwen zijn nog maar twee minuten per dag kwijt omdat de machines veel werk uit handen nemen. Dan komt er een brief uit buurland Solidia, ze waarschuwen dat het eindstation van de nieuwe spoorlijn in Niemandsland is en het buurland treinen zal aanvallen die in Niemandsland binnen komen.
Als Suske, Wiske en tante Sidonia een proefrit met de nieuwe trein makem, worden ze door een boer gewaarschuwd. Een bommenwerper raakt het treinstation en Suske, Wiske en Jerom kunnen nog net ontsnappen, Jerom brengt tante Sidonia met een vliegtuig weer naar huis en zal Suske en Wiske later komen halen. 
Lambik ontdekt dat de bevolking veelvuldig klaagt over moderniseringen. De eerste minister en kolonel adviseren om een oorlog tegen het buurland Solidia te beginnen. Lambik weigert, maar dan komt het nieuws over de bomaanslag op het treinstel. Lambik besluit dan alsnog het buurland aan te vallen, om een signaal af te geven. 
Suske en Wiske ontmoeten twee Solidiaanse kinderen en Suske vecht met de jongen, Wiske hoort dan van het meisje dat Solidia helemaal geen vliegtuigen bezit. Suske en Wiske brengen de kinderen naar de boerentram, maar Lambik valt juist dit station aan. Op het laatste moment houdt hij echter uit wroeging de bom toch tegen. Als Lambik daarop hoort dat Solidia geen vliegtuigen heeft, gaat hij naar de kolonel en vraagt van wie de oorlogsverklaring dan wel afkomstig was. 
Lambik ontdekt nu het bedrog: de brief waarin zogenaamd met een Solidiaanse aanval wordt gedreigd is geschreven met de pen van de kolonel. Ook blijkt nu dat de echte koning Oktave I evenmin met een oorlog instemde en daarom ontvoerd en verborgen werd door de kolonel. De eerste minister overmeestert Lambik, maar Lambik kan de twee schurken verslaan. 
Jerom wordt tot nieuwe kolonel benoemd en moet de Verboden Toren bewaken. Lambik vertelt zijn vrienden dat hij koning zal blijven totdat de echte Oktave I gevonden is. Suske en Wiske worden door de schurken gevangengenomen en het kistje wordt uit de muur gehaald. Suske wordt vastgebonden en Wiske wordt door de mannen meegenomen. Lambik heeft het plan om speelgoed aan de arme bevolking van het buurland te schenken, de eigen bevolking zal hier weer motivatie door krijgen om aan het werk te gaan.
Tante Sidonia vindt Suske in de kelder en de Schaduw wordt in een put bij een gecamoufleerde vliegtuigloods verborgen. De schurken laten een tijdbom achter bij Wiske en willen een wapen maken waar iedereen voor moet zwichten. Suske hoort van de plannen van de schurken van Wiske en kan op de helikopter van de schurken klimmen. Wiske verzwijgt wel dat er een tijdbom geplaatst is. Jerom is intussen van verdriet omdat hij de ontvoering van Wiske niet kon tegenhouden 
De helikopter landt op de Verboden Toren. Lambik en tante Sidonia zien lichtsignalen en horen via deze morseseinen van Suske wat er aan de hand is. Suske gaat ook de Verboden Toren in en ziet de krachtinstallatie met zware atomen. Hij hoort dat de schurken een neutron in een atoomkern willen schieten, met als gevolg een ontploffing die gelijkstaat aan het springen van 17.000.000 kilo dynamiet. Neutronis en Atomas worden om hulp gevraagd en Suske kan de schurken gevangennemen, maar Atomas kan ontsnappen. Neutronis wordt weer in het neutron gezet en Suske hoort dan dat er een tijdbom bij Wiske is geplaatst. 
Lambik en Jerom landen op de Verboden Toren en Suske gaat met Lambik op weg naar Wiske. Jerom bewaakt de neutron en de schurken en moet voorkomen dat Atomas bij de neutron komt.
Als Jerom Atomas wil stoppen, kunnen de schurken vluchten met de helikopter. Ze nemen een atoom en een neutron mee. Jerom kan de helikopter stoppen terwijl Suske en Lambik Wiske kunnen bevrijden. 
De Schaduw blijkt uit de put te zijn ontsnapt en hij heeft waarschijnlijk de tijdbom onschadelijk gemaakt. Tante Sidonia, Suske en Wiske gaan met vliegende schotels naar andere landen om te informeren hoe men een atoomaanval kan afweren. 
Inmiddels werken de schurken aan de atoombom. Atomas en Neutronis zitten opgesloten in betonnen vogelkooien en Jerom moet veel moeite doen om de twee uit elkaar te houden. Het ultimatum van de schurken verstrijkt en ze willen de atoombom op Bazaria laten vallen. De vliegende schotels proberen dit te verhinderen en het vliegtuig stort neer in de bergen. De atoombom valt met een parachute nog altijd richting Bazaria en de schurken krijgen eindelijk spijt van hun daden. Ze laten koning Oktave I vrij en deze vertelt dat zijn schaduw alles nog in de gaten heeft gehouden: met zijn gezond verstand hield de Schaduw de neutronen en atomen in de bom uit elkaar.
De vrienden worden bedankt en krijgen eretekens terwijl de koning Lambik belooft dat hij door zal gaan met de modernisering van het land zodra de bevolking hier klaar voor is.

## Achtergronden bij het verhaal
- In de tv-quiz krijgt Lambik een vraag over de marathon in het jaar 490 voor Christus, zie Slag bij Marathon.
- Voor de in 1969 uitgekomen kleurenversie werd vooral Jerom hertekend.
- Een groot deel van de plot is gebaseerd op de film The Prisoner of Zenda uit 1937.
- Het verhaal vertoont ook enige overeenkomst met De scepter van Ottokar, een Kuifje-verhaal van Hergé uit 1939, bijvoorbeeld de scène waarin Lambik uit het vliegtuig wordt geworpen. De kolonel doet qua uiterlijk denken aan kolonel Jorgen.
- Aan het begin van het verhaal (op bladzijde 7) komt Jerom terug van de avondschool, waar hij leert lezen. Eerder, in De circusbaron, kon Jerom nog niet lezen; aan dat feit is daar een belangrijke plotwending opgehangen.